# Jean-Christophe Bas
Jean-Christophe Bas, né le 12 décembre 1958, à Colmar en France, est un ancien haut fonctionnaire international ayant travaillé à l’Organisations des Nations Unies, à la Banque mondiale, au Conseil de l’Europe et au Parlement européen. Il a également été le premier Directeur Général de l’Institut Aspen France, présidé par Raymond Barre, et le CEO de l’Institut pour le Dialogue des Civilisations à Berlin.
Il a dirigé le développement et les partenariats à l'Alliance des civilisations des Nations unies à New York, et le dialogue stratégique à la Banque mondiale et a été Directeur de la Citoyenneté démocratique et de la participation au Conseil de l’Europe.
Il est aujourd’hui Vice-Président de l’Institut Aspen France en charge notamment des Déjeuners géopolitiques en partenariat avec EY et du Sommet Europe-Afrique ; il enseigne à l’IRIS sup (Institut des relations internationales et stratégiques),, ; il est chroniqueur régulier au magazine littéraire Bastille, ; et romancier. 
Il est l'auteur d'Europe à la Carte (Editions du Cherche Midi), une réflexion portant sur l'identité européenne, et du roman La semaine où j’ai enterré mon père (Editions Télémaque).

## Biographie
Jean-Christophe Bas est né à Colmar, dans une vieille famille franc-comtoise et alsacienne. Il est titulaire d'un BA en droit public de l’université de Strasbourg, d'un DEA de droit européen et d’un DEA de sciences politiques à l'université Panthéon Sorbonne ; il commence sa carrière professionnelle en 1984 au Parlement européen, comme chef de cabinet du président de la Commission des relations économiques extérieures.
Son nom de famille est devenu un patronyme historique en Alsace, grâce à son grand-père, André Bas, député du Haut-Rhin à la Libération aux deux assemblées constituantes et pionnier de la construction européenne aux côtés de Robert Schuman. La personnalité de son grand père l’a influencé, il lui a consacré une biographie « Combats pour l’Entente ». Il compte aussi parmi ses aïeux Ignace Simonis un des députés alsaciens protestataires au Reichtag de 1874 à 1898 hostiles à l’annexion allemande de l’Alsace et de la Lorraine; et Marcel Prélot, Recteur de l’Université de Strasbourg et Sénateur du Doubs.

### Activités politiques
En 1989, il est élu conseiller municipal (UDF) de Besançon. La même année, il est candidat aux élections européennes sur la liste menée par Simone Veil “Le Centre pour l’Europe”. De 1986 à 1990, il est vice Président des Jeunes Démocrates Sociaux en charge des relations internationales. 

### Journalisme, Communication et affaires publiques
En 1989, il crée avec Alain Ayache le magazine Réponse à Tout, en tant que rédacteur en chef jusqu'en 1990.
En 1991, il devient chef de la rubrique Europe pour le quotidien La Truffe créé par Jean Schalit ; la même année, il créé l'agence de communication institutionnelle et d’affaires publiques JCB Eurostratégie.
Jean-Christophe Bas est invité régulièrement par les médias européens et internationaux à commenter l’actualité internationale. Il est un contributeur régulier notamment à Euronews,,, EUreporter; China Daily,; The Guardian; TRT,; l’Opinion; le Point; Les Echos,; Center for China and Globalization; CGTN Français,.

### Organisations internationales gouvernementales et non gouvernementales
Entre 1984 et 1989, Jean-Christophe Bas occupe le poste de secrétaire général de la délégation française du groupe Parti populaire européen au Parlement européen qui compte parmi ses membres notamment Jean Lecanuet, Nicole Fontaine, Dominique Baudis, Michel Debatisse.
De 1994 à 1999, il devient le Directeur général de l'Institut Aspen France, centre international d'échanges et de réflexion présidé par Raymond Barre.
De 1999 à 2008, il assure la direction du dialogue stratégique à la Banque mondiale. De 1999 à 2004, il dirige le dialogue pan-européen auprès du nouveau vice-président pour l'Europe à la Banque mondiale. De 2004 à 2008, il dirige le dialogue stratégique sur les politiques de développement,. Il conçoit et met en œuvre avec Bert Koenders, député hollandais qui deviendra Ministre des affaires étrangères, le réseau parlementaire sur la Banque mondiale qui réunit des milliers de parlementaires qui coopèrent avec et supervisent les activités de la Banque mondiale, et plus tard le FMI,.
Pendant 8 ans, de 2000 à 2008, auprès des successifs Senior vice-président et économistes en chef de la Banque Mondiale Joseph Stiglitz, Nick Stern et François Bourguignon, il conçoit et met en œuvre l’événement annuel phare de la Banque mondiale, la Conférence ABCDE (Annual Bank Conference on Development Economics) à Paris, Oslo, Tokyo, Bruxelles, Cape Town qui réunit chaque année des milliers de dirigeants, prix Nobel, chefs de Gouvernement, universitaires, agences de développement,.   
De 2008 jusqu’à 2014, il est le responsable auprès du Haut Représentant Jorge Sampio, ancien Président de la République du Portugal, de la stratégie et du développement à l'Alliance des civilisations des Nations Unies (UNAOC) à New York, créée en 2005 à l’initiative du Secrétaire général des Nations Unies et sous le parrainage du Président du gouvernement espagnol et du Premier ministre turc,. Elle repose sur la conviction de parvenir à une paix durable. Il développe notamment une campagne mondiale pour la diversité et l’inclusion en partenariat avec les entreprises technologiques de la Silicon Valley, l’UNESCO et plus de cent partenaires à travers le monde,,. Il conçoit et met en œuvre un important partenariat avec le groupe BMW en vue d’encourager des initiatives innovantes en faveur du dialogue interculturel et l’intégration. Il est également en charge de la conception et l’organisation du Forum annuel de l’UNAOC qui réunit chaque année des milliers de participants et des dizaines de chefs d’Etat avec le secrétaire général des Nations Unies Ban Ki Moon en 2009 à Istanbul, 2010 à Rio de Janeiro, 2011 à Doha, 2012 à Vienne et 2014 à Bali,.
En 2014, il devient Directeur de la citoyenneté démocratique et de la participation au Conseil de l'Europe en charge de la jeunesse et de l’éducation, devenant le plus haut gradé français de l’Institution, devenant ainsi le plus haut gradé français au sein de l’Institution,.
En 2016, il fonde la société de conseil en développement international et partenariats stratégiques The Global Compass qu’il dirige encore aujourd’hui. Il intervient comme conseil pour les réunions annuelles du FMI ; la Ligue de l’Enseignement ; la Fondation Hippocrène ; le Royaume du Maroc ; le Sommet Normandie pour la Paix et le Sommet de la Francophonie à Erevan en 2018.
En 2017, il dirige l’agence de communication stratégique et influence Agence Publics basée à Paris avec des bureaux au Qatar, les EAU et au Maroc.
En 2018, Jean-Christophe Bas devient le CEO de l’Institut Dialogue des civilisations (DOC), un think tank international basé à Berlin, cofondé par Vladimir Iakounine et Walter Schwimmer, dont l’objectif est de favoriser l’émergence de visions partagées entre les différentes cultures et civilisations sur les grandes mutations économiques, géopolitiques et sociétales et l’émergence d’un nouvel ordre mondial. A ce titre il organise le Forum de Rhodes (Grèce) dans lequel interviennent notamment l’ancien Premier ministre israélien Ehoud Olmert, l’ancien Président du parlement européen, l’ancien Premier ministre Dominique de Villepin, l’Allemand Martin Schulz, ou encore le Président du Niger Mahamadou Issoufou.
En 2019, Jean-Christophe Bas créé dans le cadre de DOC le Tunis Process, qui a pour objectif de « faire avancer le débat public sur l'islam et l'Europe », organisant deux rencontres à Tunis (Tunisie), puis Rhodes (Grèce) en partenariat avec Al Jazeera Center for Studies et la Fondation LBH en vue de « développer une vision commune, rechercher les points qui peuvent nous rapprocher »,,,.
Le 8 mai 2020, alors que la pandémie du Covid-19 est en pleine expansion, la communauté internationale fête le 75e anniversaire, de la fin de la Seconde Guerre mondiale, ainsi que la création des Nations Unies. À cette occasion, Jean-Christophe Bas affirme que le monde est à la croisée des chemins encore une fois, en assurant « Derrière le cataclysme économique prévisible se profile déjà l’impact géopolitique sur un ordre mondial, déjà instable et précaire »,.
Depuis 2022, Jean-Christophe Bas dirige le centre européen de recherche de l’Institut pour une communauté de destin partagé de l’Université CUC à Pékin.

## Publications
- L'Europe à la carte, Éd. Le Cherche-Midi, Novembre 2009, 128 p.  (ISBN 2749115434)
- La semaine où j’ai enterré mon père, Editions Télémaque, mars 2025.